# 최용희 (스키인)
최용희(1971년 6월 25일~)는 대한민국의 알파인 스키 선수 출신 알파인 스키 지도자로, 선수시절 1992년 동계 올림픽에 참가했다.